# River Monsters
River Monsters là một series tài liệu truyền hình phát sóng trên kênh Animal Planet, dẫn chương trình bởi Jeremy Wade và sản xuất bởi Icon Films của Bristol, Anh.

## Mùa đầu tiên
Trong mùa đầu tiên, hàng tuần nhiệm vụ của Wade là tìm kiếm piranha/cá chiên, cá láng Mỹ, cá nheo châu Âu, cá mập bò, piraiba/candiru, và cá hải tượng long, tất cả các sinh vật được cho là gây chết chóc bí ẩn.

## Mùa thứ hai
Mùa thứ hai của River Monsters bắt đầu phát sóng vào ngày 24 tháng 4 năm 2010, mặc dù tập đầu tiên ("Demon Fish") xuất hiện trên kênh Discovery vào ngày 28 tháng 3 năm 2010. Mùa này gồm 7 tập phim và sẽ đưa người xem đến sông Congo và các khu vực khác.